# 파주축구국가대표훈련원
파주축구국가대표훈련원(坡州蹴球國家代表訓鍊院, Paju National Football Center)은 대한민국 경기도 파주시에 있는 스포츠 시설이다. 대한축구협회에서 대한민국 축구 국가대표팀의 각급 대표팀의 훈련을 위해 운영하고 있다. 약어인 '파주 NFC'라고 부르기도 한다.
각급 축구 국가대표팀의 전용 훈련, 숙식 공간을 위해 건립되었으며, 각급 축구 지도자 및 심판의 교육 및 훈련, 각종 대회 개최등에도 사용하고 있다. 2002년 축구 월드컵을 앞두고 2000년 12월 5일에 착공하여 2001년 11월 9일에 완공했다.

## 시설

### 운동장
- 천연잔디구장 (6면)

규격: 115m X 78m
잔디 종류: 켄터키 블루그래스, 페리니얼, 라인그레스 혼합잔디
부대 시설: 조명탑, 스탠드
구장 명칭:청룡, 백호, 화랑, 충무, 새싹, 청운
- 인조잔디구장 (1면)

규격: 115m X 78m
잔디 종류: 코니그린 (코오롱사 제품)
부대시설: 지붕 (예정)
구장 명칭: 통일

### 본관
- 건물 로비

위치: 1층
면적: 150평(527m2)
용도: 안내 및 휴식공간
- 식당

위치: 1층
면적: 90평(298 m2)
동시수용인원: 110명
상근인원: 영양사 1인, 조리사 2인
- 강의실

위치: 1층(대강의실), 2층(소강의실)
면적: 64평(대강의실), 15평(소강의실)
수용인원: 150명(대강의실), 30명(소강의실)
용도: 회의, 강연 및 시청각교육
- 숙소

위치: 2,3층
객실수: 총 46실 (1인용 6실, 2인용 32실, 4인용 8실)
동시수용인원: 102인
- 훈련시설:

체력단련실: 지하1층, 54평, 헬스 기구 37종
의무실: 2층, 22평, 초음파 치료기 등
- 편의시설:

사우나(남/녀), 휴게실, 노래방, 당구장, 세탁실, PC방
- 부대시설:

사무실(4개), 장비 및 기자실, 잔디관리동, 주차장

## 참고 문헌
- 〈파주축구국가대표훈련원〉. 《두피디아》. 두산.
- 〈파주축구국가대표훈련원〉. 《네이버 기관단체사전: 종합》. 굿모닝미디어.
- “파주축구국가대표훈련원”. 대한축구협회.
- 《전국 공공체육 시설 현황 (2017년말 기준)》. 대한민국 문화체육관광부. 2019.

## 같이 보기
- 대한축구협회
- 태릉국가대표선수촌
- 진천국가대표선수촌